# Asllan Selmani
Asllan (Aslan) Selmani (mac. Аслан Селмани; ur. 10 czerwca 1945 w Lojanem, zm. 3 listopada 2011 w Skopje) – jugosłowiański i macedoński geograf, minister nauki Republiki Macedonii w latach 1992–1994 i 1996–1998.

## Życiorys
Pochodził z rodziny rolniczo-górniczej. Ukończył szkołę podstawową w Miratovacu oraz szkołę średnią w Skopje w 1964 roku. Następnie odbył studia geograficzne na Uniwersytecie Świętych Cyryla i Metodego w Skopju, które ukończył w 1969 roku. Pracował jako nauczyciel geografii w liceum im. Goce Dełczewa w Kumanowie oraz do 1978 roku w liceum im. Zefa Lusha Marku w Skopje.
W 1979 roku został profesorem Akademii Pedagogicznej w Skopju z zakresu kartografii, jednocześnie odbywał studia podyplomowe na Uniwersytecie w Zagrzebiu. W 1982 roku obronił doktorat na Wydziale Geografii Uniwersytetu Świętych Cyryla i Metodego w Skopju, następnie rozpoczął pracę w Instytucie Geografii w Skopju, będąc mianowany kolejno adiunktem (1986), profesorem nadzwyczajnym w dziedzinie geoekologii (1995) oraz profesorem zwyczajnym (2000). W latach 1984–1990 pełnił funkcję wiceprezesa organizacji SRVSRM (mac. СРВСРМ).
Od 5 września 1992 do 20 grudnia 1994 i od 23 lutego 1996 do 30 listopada 1998 pełnił funkcję ministra nauki. Przestał pełnić tę funkcję w związku ze startem w wyborach parlamentarnych, w ramach których do 2002 roku zasiadał w Zgromadzeniu Republiki Macedonii.
Należał do Amerykańskiego Instytutu Biograficznego, był także członkiem zarządu Macedońskiego Towarzystwa Geograficznego oraz Fundacji Badań Geopolitycznych Gligorow w Skopje. Pełnił funkcję stowarzyszenia ekologicznego Ekolewizja (mac. Еколевизја).